# Šišmiš (roman)
Šišmiš (nor. - Flaggermusmannen, 1997.), kriminalistički je roman norveškoga književnika Joa Nesbøa, prva u seriji o detektivu Harryju Holeu.

## Radnja knjige
Mlada Norvežanka, zvijezda televizijskih sapunica, koja je došla u Australiju kako bi radila kao konobarica, pronađena je mrtva na obali oceana. Svi tragovi upućuju na ubojstvo. Harry Hole, detektiv iz policijske uprave u Oslu, odlazi u Sydney da pomogne australskoj policiji u istrazi, iako mu je namijenjena uloga promatrača, pasivnost Harryju nije u krvi: uključuje se u istragu, a na kraju je u slučaj umiješan i na osobnoj razini jer se zaljubljuje u Birgittu - prijateljicu ubijene djevojke. Njegovo fizičko i duhovno putovanje Australijom sve ga više povezuje s aboridžinskim mitom o čovjeku šišmišu koji za sobom vuče trag smrti.